# Wasserbild
Ein Wasserbild ist ein Ziergegenstand, der in seiner äußeren Erscheinung einem gerahmten Bild ähnelt, aber Wasser enthält, das fortwährend nach unten in ein Auffangbecken fließt und von dort wieder nach oben gepumpt wird.

## Ausführung
Der Rahmen verbirgt einen Edelstahlkorpus, der Wasserreservoir und eine Umlaufpumpe enthält und gleichzeitig die Aufnahme für den Wasserlauf bildet.
Wie ein Gemälde kann ein Wasserbild an der Wand befestigt werden. Es ist ein dekoratives Raumobjekt, das Räume zu gestalten und zu strukturieren hilft. Es dient der Entspannung, befeuchtet die Raumluft und mindert damit die Konzentration von Schwebstoffen wie Staub oder Pollen.